# Cromossomo Filadélfia
Cromossomo Filadélfia ou translocação Filadélfia é uma anormalidade cromossômica que está associada à leucemia mielóide crônica. Corresponde a uma translocação cromossômica recíproca envolvendo os braços longos dos cromossomos 9 e 22. 
O proto-oncogene abl, situado no cromossomo 9, é transferido para o cromossomo 22, na região chamada bcr, onde se torna ativado por um promotor. 
O cromossomo Philadelphia é encontrado em mais de 90% dos casos de leucemia mielóide crônica (LMC). Entretanto, a presença do cromossomo Filadélfia não é suficientemente específica para diagnosticar a LMC, já que ele também é encontrado na leucemia linfoblástica aguda (LLA, 25-30% em adultos e 2-10% em casos pediátricos) e ocasionalmente na leucemia mielóide aguda (LMA).
Recebe este nome em homenagem à cidade em que foi descoberto, Filadélfia.